# Агано (река)
Ага́но (яп. 阿賀野川 агано-гава, в префектуре Фукусима — Ага яп. 阿賀川 ага-гава) — река на острове Хонсю, Япония. Протекает через префектуры Фукусима и Ниигата.
Длина реки составляет 210 км, на территории её бассейна (7710 км²) проживает около 560 тыс. человек. Согласно японской классификации, Агано является рекой первого класса.
Исток реки находится под горой Аракай (высотой 1580 м), на границе префектур Фукусима и Тотиги, в верховьях она называется Ага. Сначала она течёт на север и протекает через впадину Аидзу, затем принимает несколько притоков, включая Ниппаси (яп. 日橋川), текущую из озера Инавасиро. В городе Китаката она поворачивает на запад и опять течёт по горным ущельям, где в неё впадает река Тадами, берущая начало в высокогорных болотах Одзегахара. Ниже она протекает по префектуре Ниигата и в городе Госен выходит на аллювиальную равнину Этиго. Агано впадает в Японское море в районе Мацухама города Ниигата.
Агано с соседней Синано соединяет канал Коагано длиной в 10,8 км.
В устье Агано лежит аэропорт Ниигаты.

## История
Около 1-7 тысяч лет назад Агано, как и протекающая западнее река Синано, впадала в лагуну, расположенную на месте нынешнего города Ниигата. К началу XI века накопившиеся в лагуне речные осадки привели к формированию новой береговой линии, близкой к современной, а вдоль побережья образовались высокие песчаные дюны. К началу эпохи Эдо реки текли по курсу, близкому к современному, за исключением того, что Агано, ранее впадавшая прямо в Японское море, стала впадать в Синано недалеко от её устья.
Низовья Синано (равнина Этиго) представляли собой низинную заболоченную местность, где было множество озёр; эти края часто страдали от наводнений.
В 1730 году был выкопан отводной канал Мацугасаки, напрямую соединивший Агано с морем недалеко от места её впадения в Синано. Канал был перекрыт шлюзом, но на следующий год весеннее половодье прорвало шлюз, тем самым превратив канал в основное течение реки.
В 1964 году в реку попала ртуть.